# Kinosternon subrubrum
A Kinosternon subrubrum é uma espécie comum de tartaruga da família Kinosternidae. A espécie é endêmica dos Estados Unidos. Há duas subespécies reconhecidas.

## Descrição
A Kinosternon subrubrum é uma espécie pequena e muitas vezes difícil de identificar. Ela mede de 7,6 a 10,2 cm de comprimento de carapaça. A carapaça não tem quilha, não tem padrão e sua cor varia de amarelada a preta. O plastrão é grande e com duas articulações, podendo ser amarelado a marrom e, às vezes, com um padrão escuro. O queixo e o pescoço são cinza-amarelados, listrados e manchados de marrom, enquanto os membros e a cauda são acinzentados. O olho, ou íris, da Kinosternon subrubrum é amarelo com manchas escuras, e seus pés são palmados.

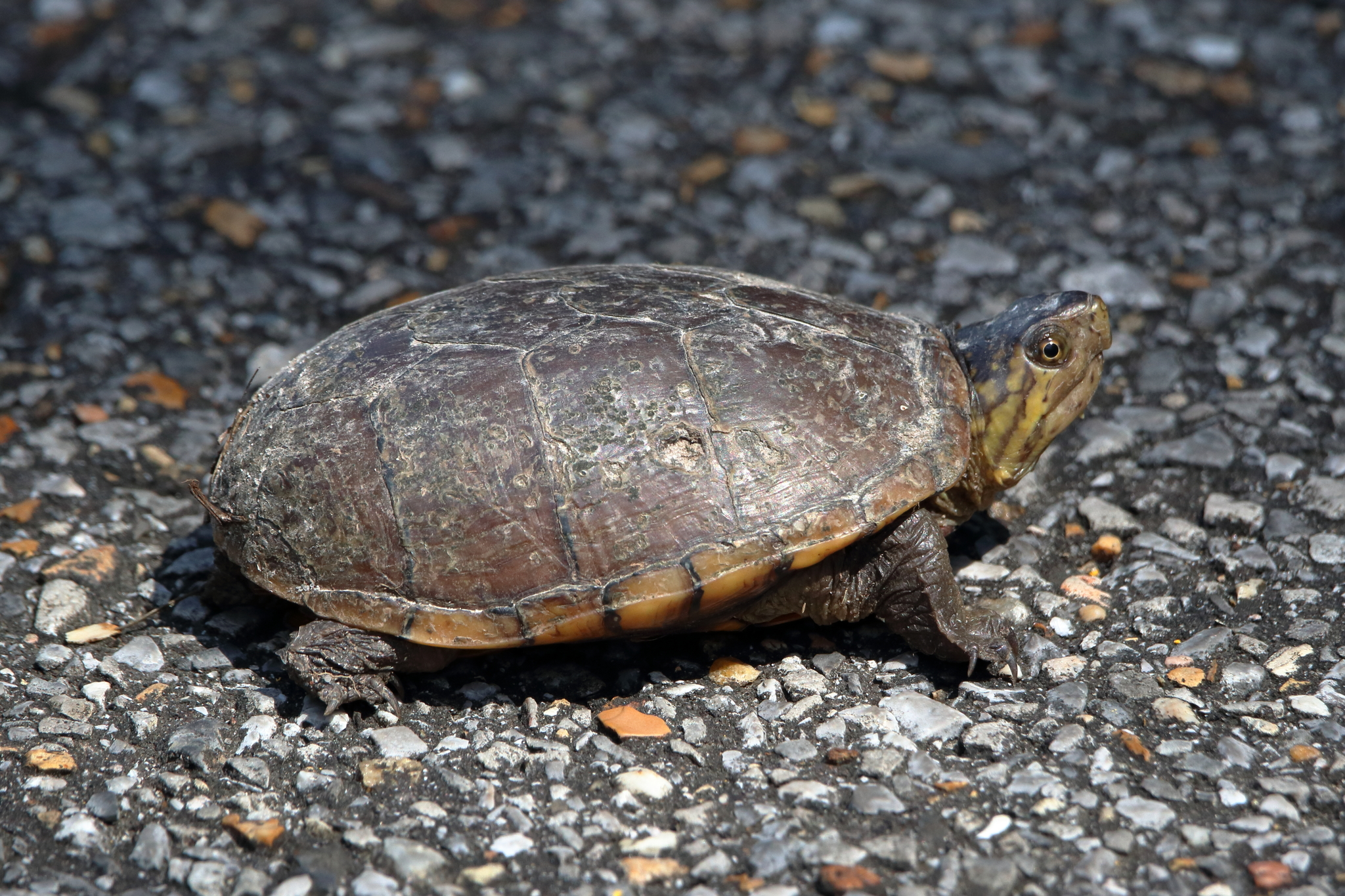
No Mississippi.
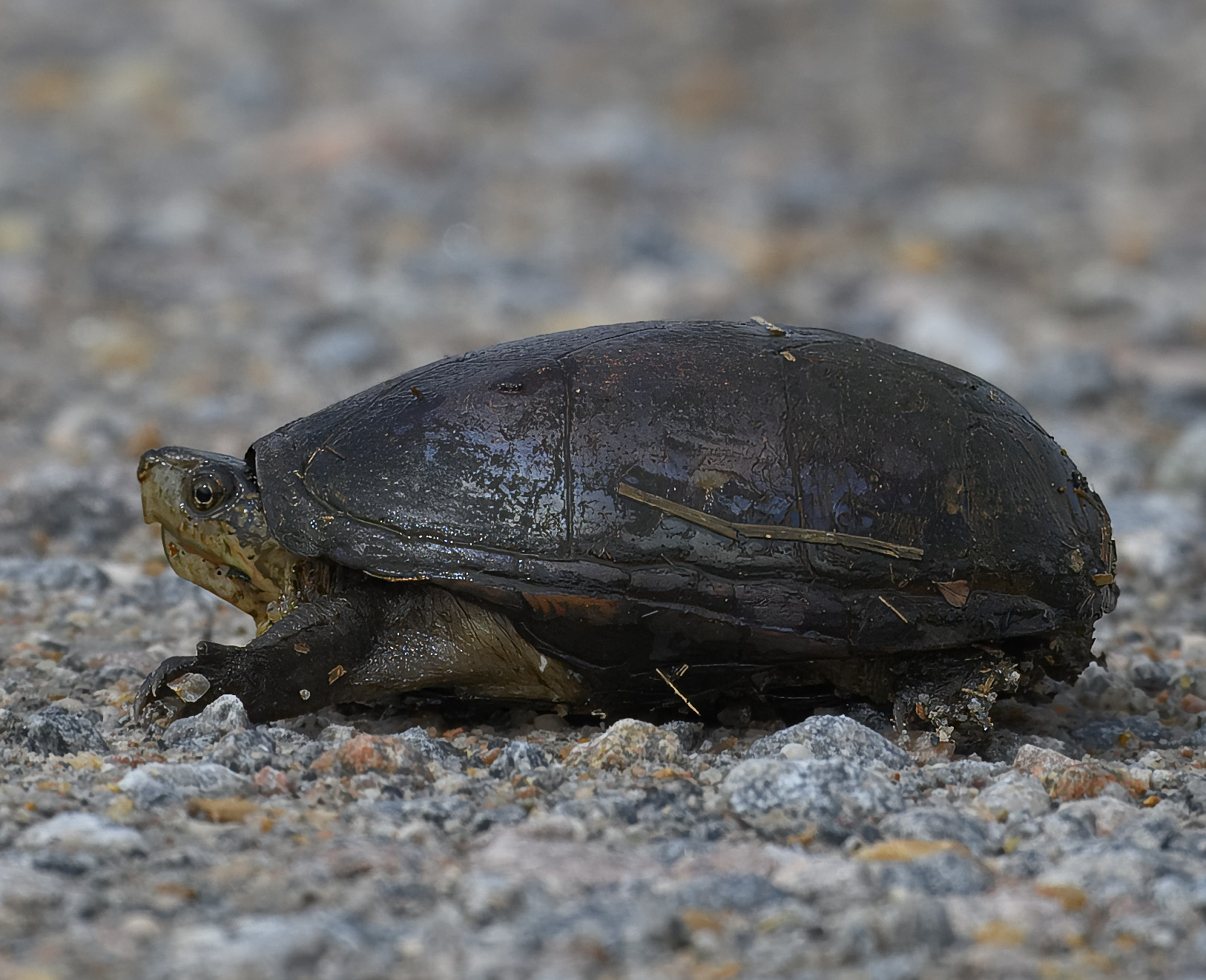
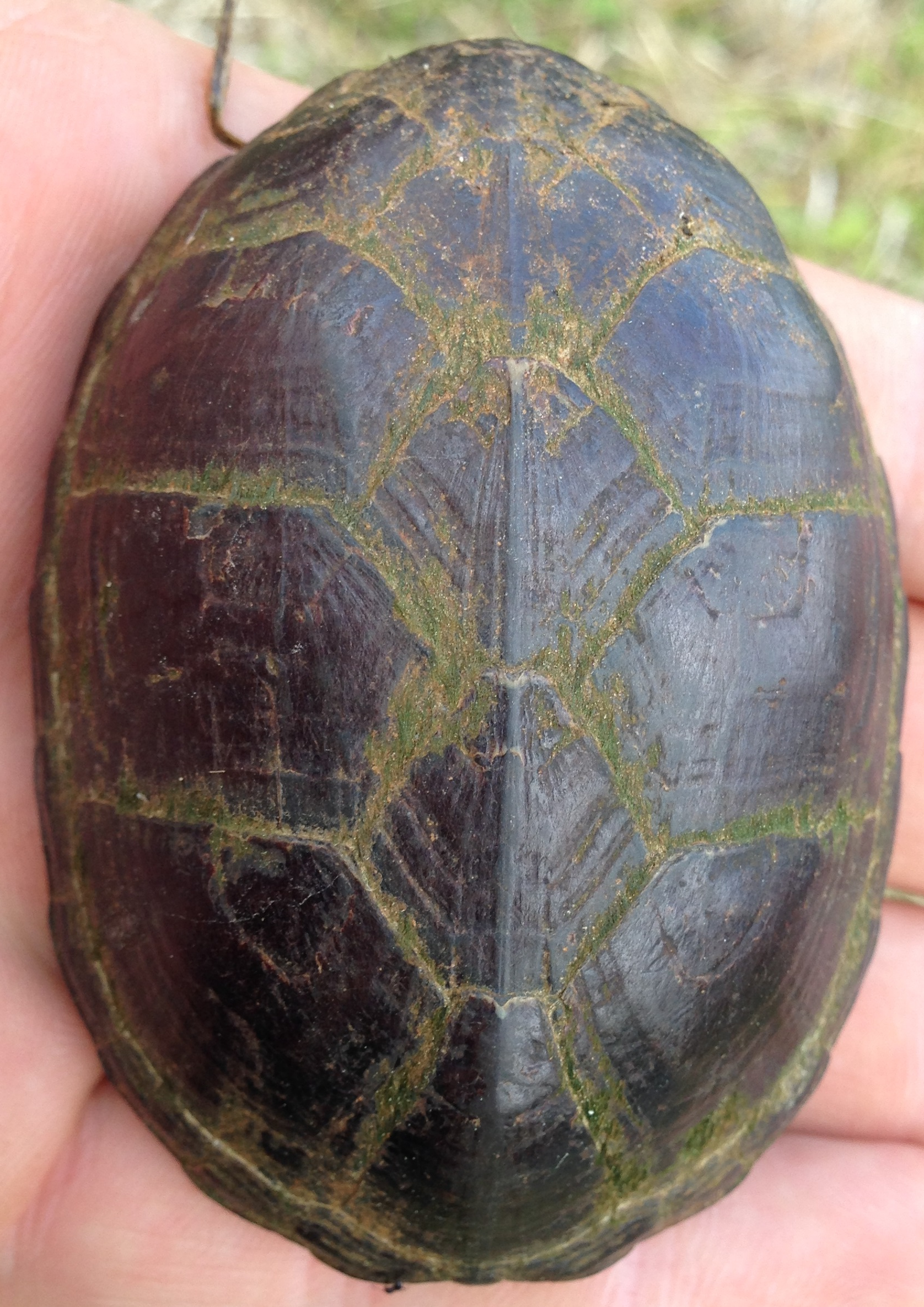
Carapaça da Kinosternon subrubrum, no Mississippi.
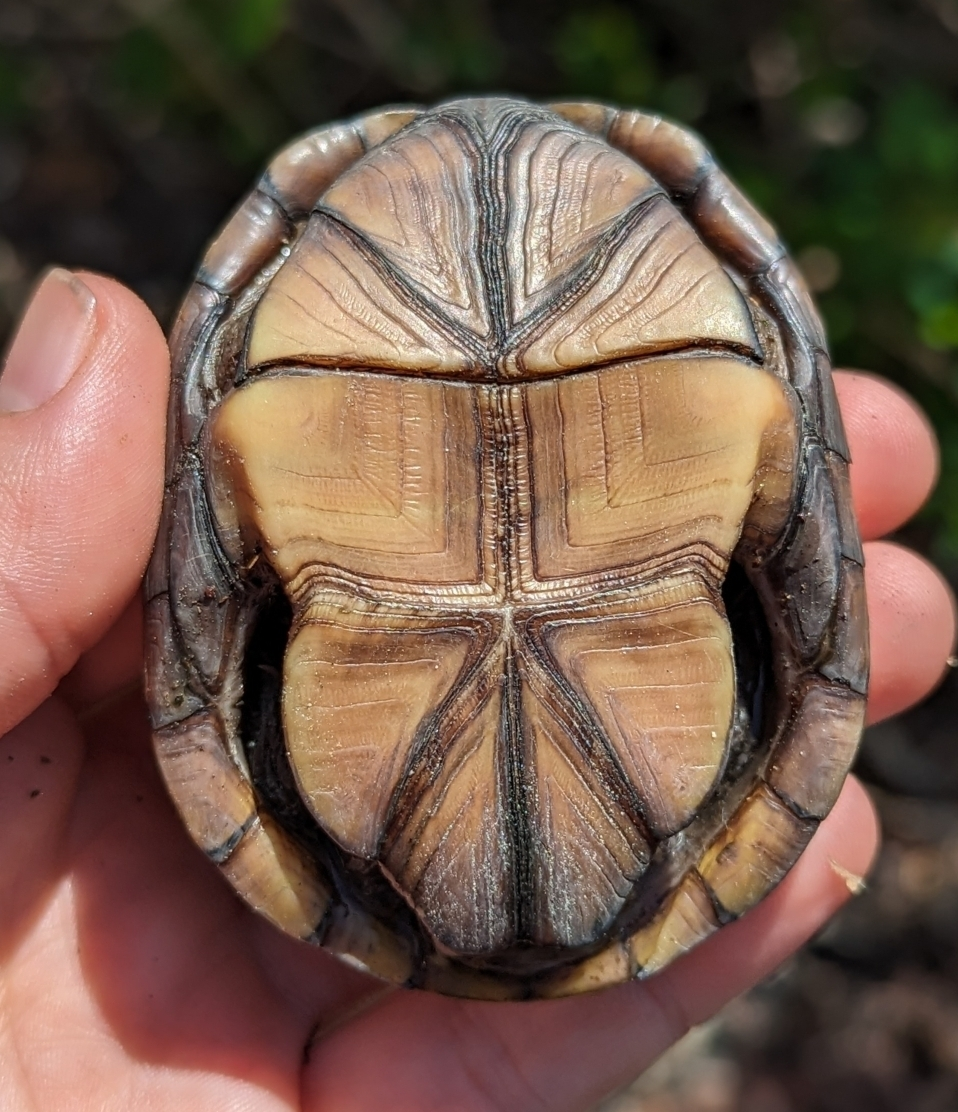
Plastrão da K. s. subrubrum, em Maryland.
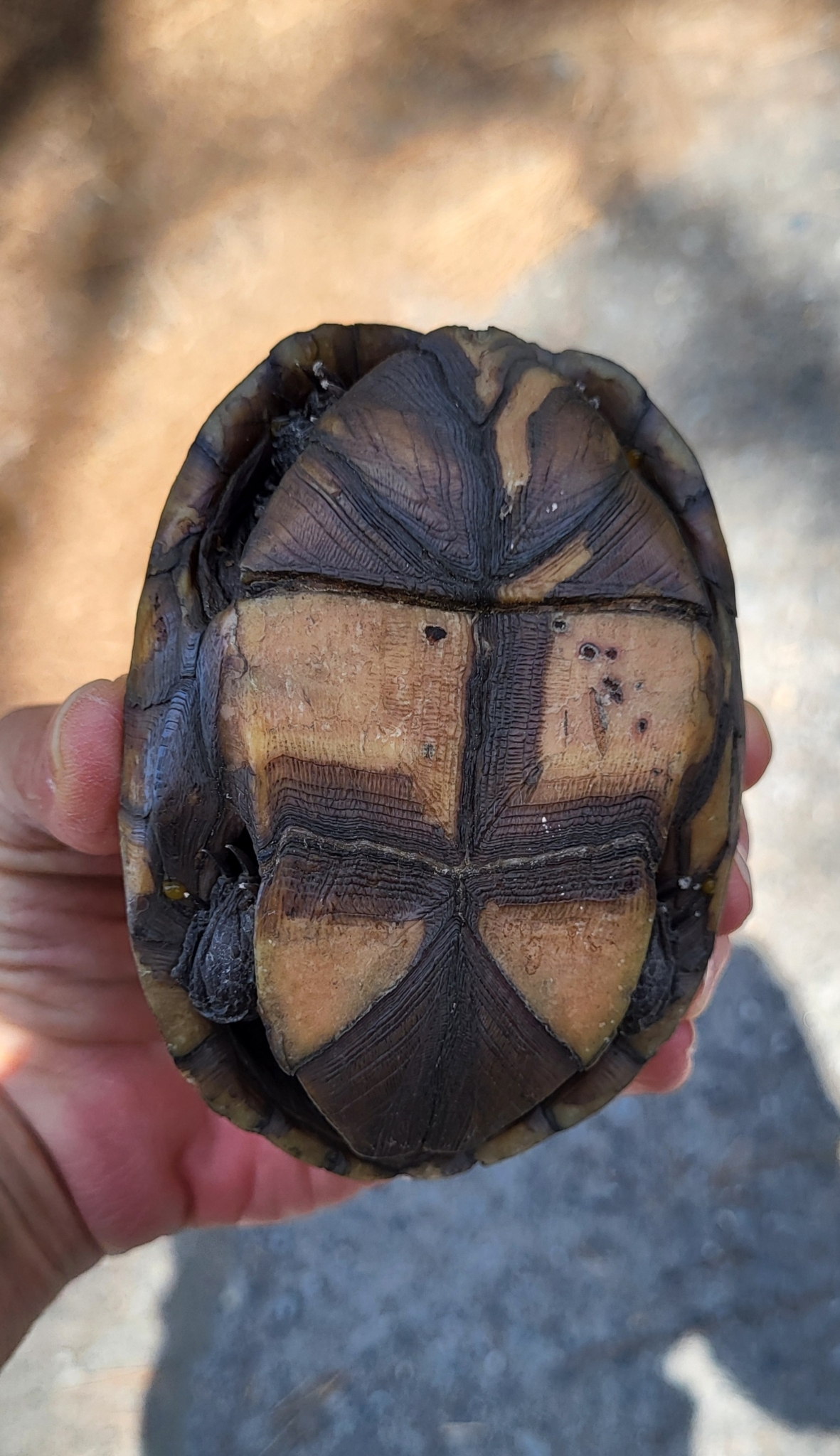
Plastrão da K. s. subrubrum plastron, em Delaware.
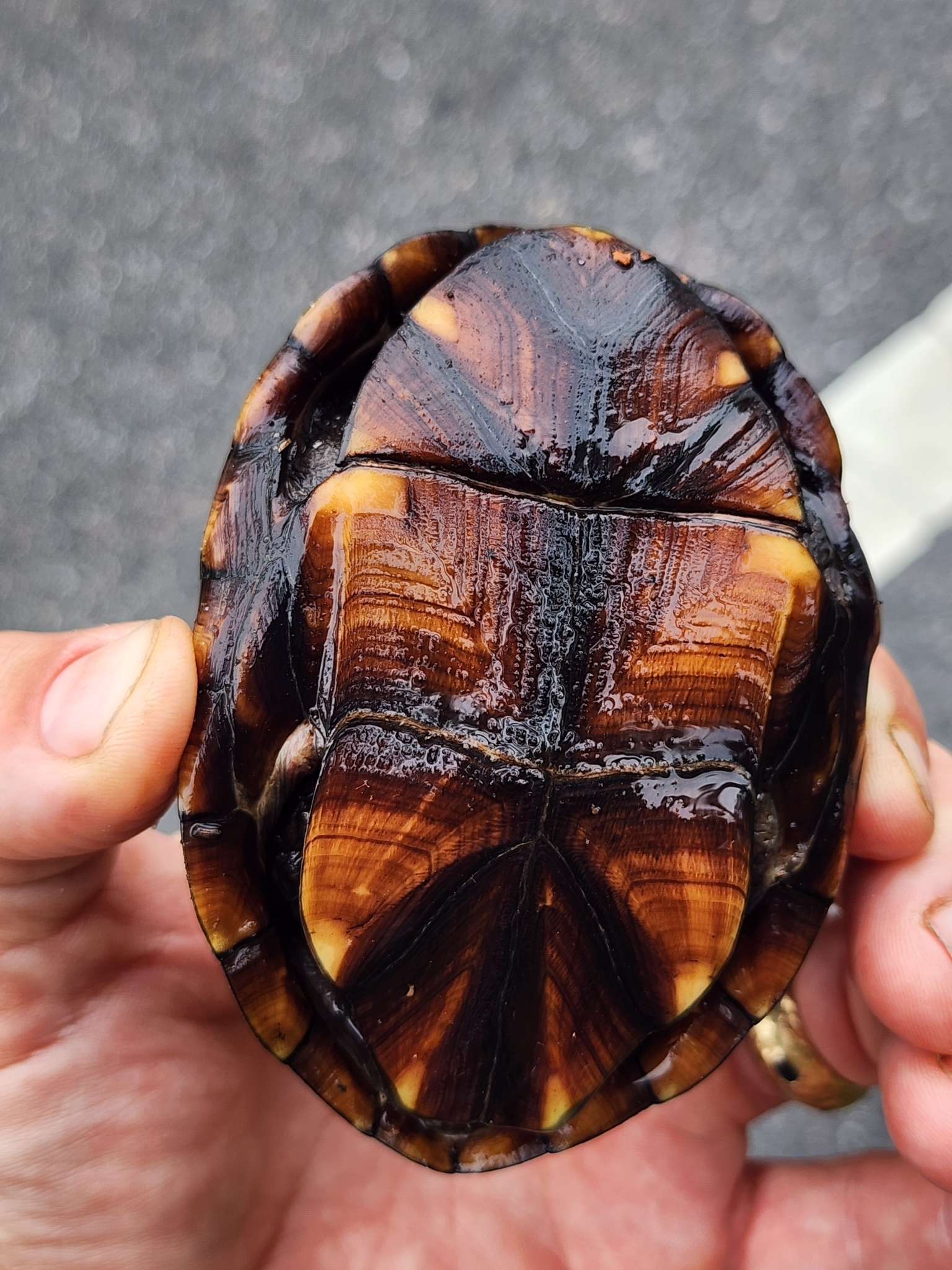
Plastrão da Kinosternon subrubrum, na Flórida.
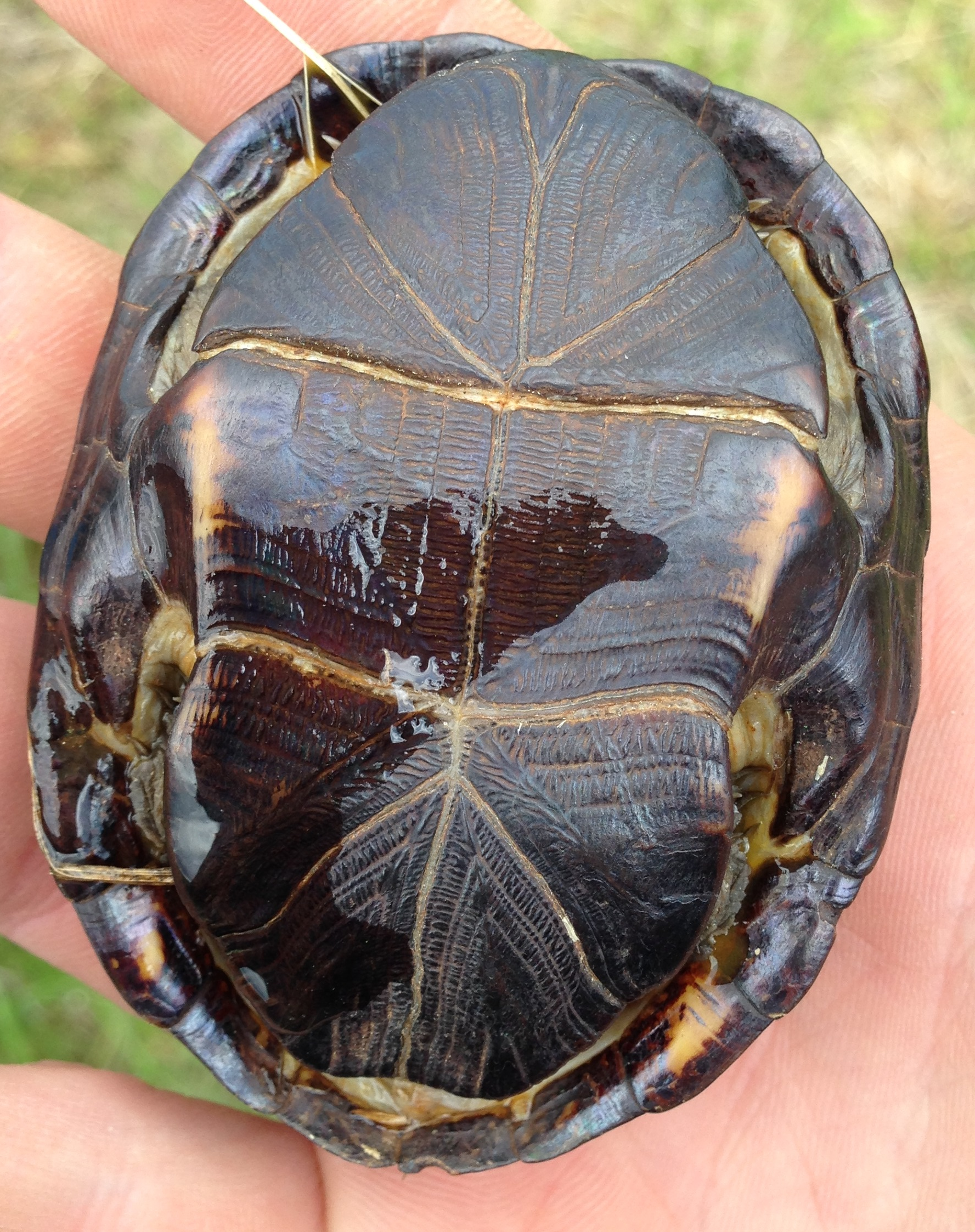
Plastrão da Kinosternon subrubrum, no Mississippi.

## Etimologia
O nome específico, subrubrum, que significa “sob o vermelho”, refere-se ao plastrão vermelho-alaranjado dos filhotes.

## Dieta
A Kinosternon subrubrum é onívora e se alimenta de insetos, crustáceos, moluscos, anfíbios, carniça e vegetação aquática. As tartarugas menores se alimentam de pequenos insetos aquáticos, algas e carniça, enquanto as maiores podem se alimentar de qualquer tipo de alimento.

## Movimento
Foi documentado que as tartarugas Kinosternon subrubrum migram sazonalmente de terras altas que frequentam para áreas úmidas e movimentos aquáticos em suas áreas de origem. Suas áreas de origem podem ser tão pequenas quanto 0,05 hectares a 69,5 hectares, dependendo da proximidade de seus recursos essenciais. Em paisagens antropogenicamente alteradas, como campos de golfe, foi demonstrado que as tartarugas atravessam uma média de quatro tipos de habitat diferentes enquanto emergem durante o verão e o outono.

## Habitat
As tartarugas do gênero Kinosternon [en] são tartarugas de água doce encontradas no sudeste e nordeste dos Estados Unidos e vivem em rios, lagos e pântanos. Elas preferem lagos com muita vegetação. Esses animais geralmente podem ser encontrados em riachos alimentados por nascentes e preferem água limpa e oxigenada. A tartaruga raramente se aquece, mas, quando isso acontece, ela se aquece em rochas ou detritos que flutuam na superfície da água. Na natureza, ela também prefere áreas arenosas e lamacentas, pois hiberna enterrando-se na lama. A tartaruga Kinosternon subrubrum prefere locais de hibernação a cerca de 70 metros de áreas úmidas e que tenham uma grande quantidade de folhas e detritos de pinheiro e pouca cobertura de árvores. Elas se enterram nas bordas do pântano a uma profundidade mínima de 1,3 cm abaixo da superfície do solo e a uma profundidade máxima de 3 cm. A folhagem ajuda a manter a umidade do solo e a temperatura consistentes, enquanto um dossel mais aberto expõe as tartarugas a temperaturas mais altas antes da emergência.
As tartarugas podem tolerar água salobra, portanto, podem ser encontradas perto de pântanos salgados e em ilhas costeiras.

## Reprodução

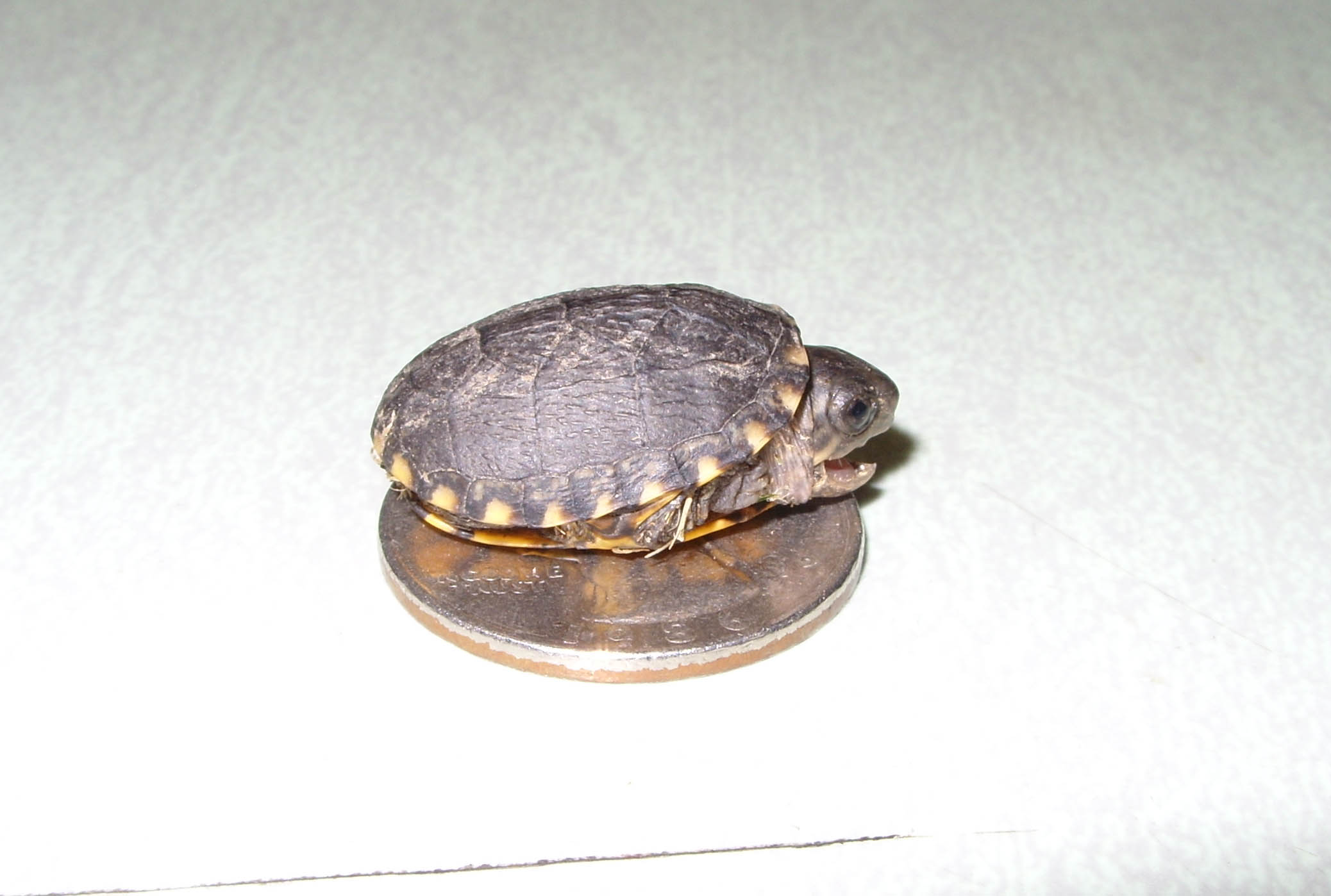
Filhote

O acasalamento ocorre durante o início da primavera, seguido pela postura de ovos entre maio e início de junho. O tamanho da ninhada varia de 2 a 5. O tamanho da ninhada aumenta à medida que o comprimento do plastrão da fêmea aumenta e ela tem pelo menos 3 ninhadas/ano.
A reprodução dessa espécie varia muito, dependendo da localização latitudinal. Foi relatado que essa espécie tem uma ninhada por ano em alguns estados e várias ninhadas em outros. Em um estudo realizado na Carolina do Sul, a frequência de ninhadas em áreas mais quentes foi em média de várias ninhadas, mas duas ninhadas por ano foi a média aproximada nas regiões mais frias do estado. O período de incubação dos ovos pode variar de 76 a 124 dias. Os filhotes de K. subrubrum têm uma carapaça mais larga do que a largura dos ovos dos quais nasceram, indicando que a carapaça se desdobra imediatamente após a eclosão.

## Área de distribuição geográfica
A tartaruga Kinosternon subrubrum é encontrada nos estados americanos do Alabama, Arkansas, Delaware, Flórida, Geórgia, Illinois, Indiana, Kentucky, Louisiana, Maryland, Mississippi, Missouri, Nova Jersey, Nova York, Carolina do Norte, Oklahoma, Pensilvânia, Carolina do Sul, Tennessee, Texas e Virgínia.
Em Indiana, ela está listada como uma espécie em perigo de extinção.

## Doenças
Em 2014, no Savannah River Site, em Aiken, Carolina do Sul, foi detectado o primeiro caso de ranavírus [en] em uma Kinosternon subrubrum. Esse vírus afeta anfíbios, peixes e répteis e causa placa oral, ulceração e conjuntivite em espécies infectadas, resultando, por fim, em morte.

## Subespécies
Duas subespécies são reconhecidas como válidas, incluindo a subespécie nominal:
- K. s. subrubrum (Bonnaterre, 1789)

- K. s. hippocrepis (Gray, 1855)

A antiga subespécie K. s. steindachneri (Siebenrock [en], 1906) foi elevada ao status de espécie em 2013.
Nota bene: Uma autoridade trinomial entre parênteses indica que a subespécie foi originalmente descrita em um gênero diferente de Kinosternon.

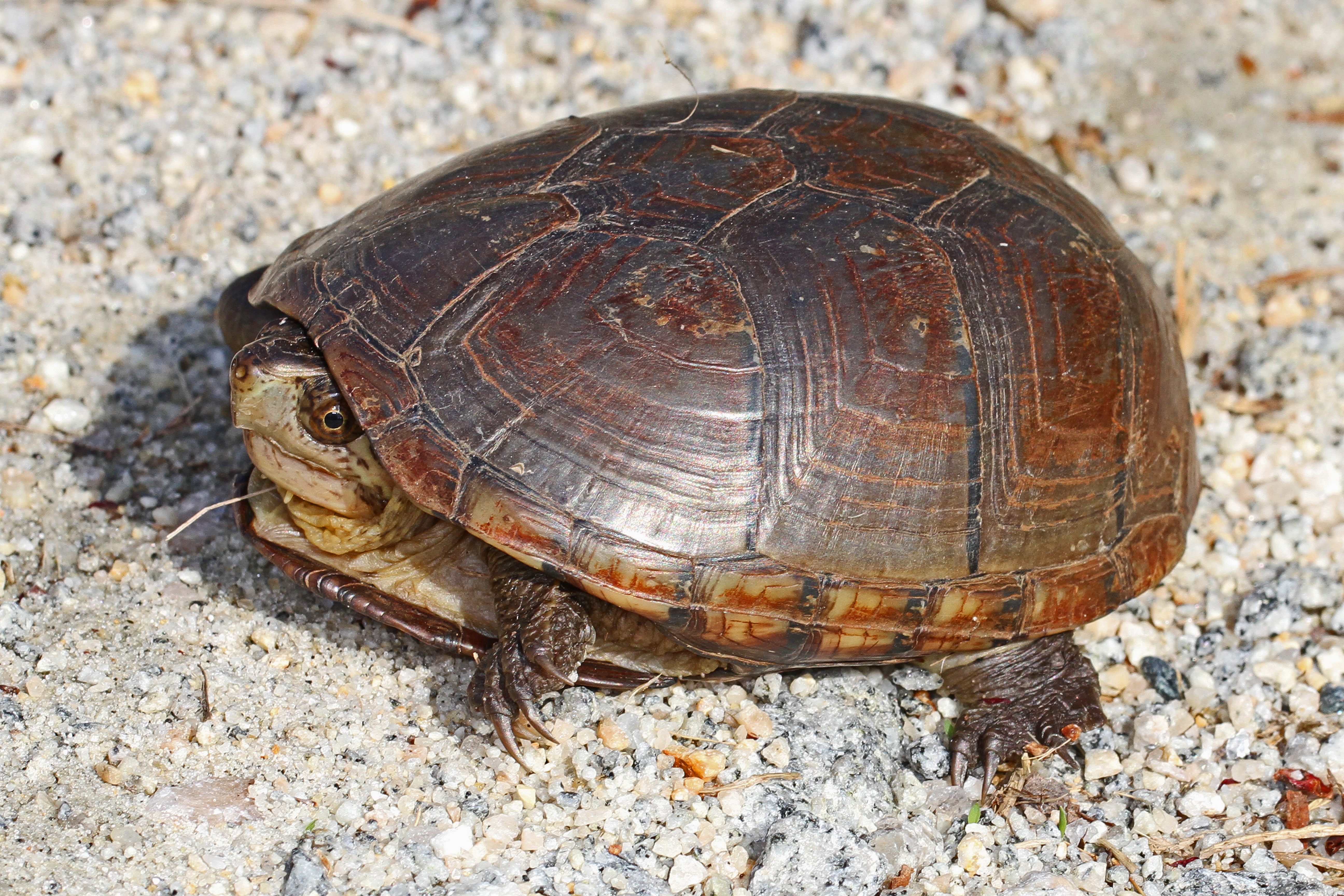
K. s. subrubrum, Delaware
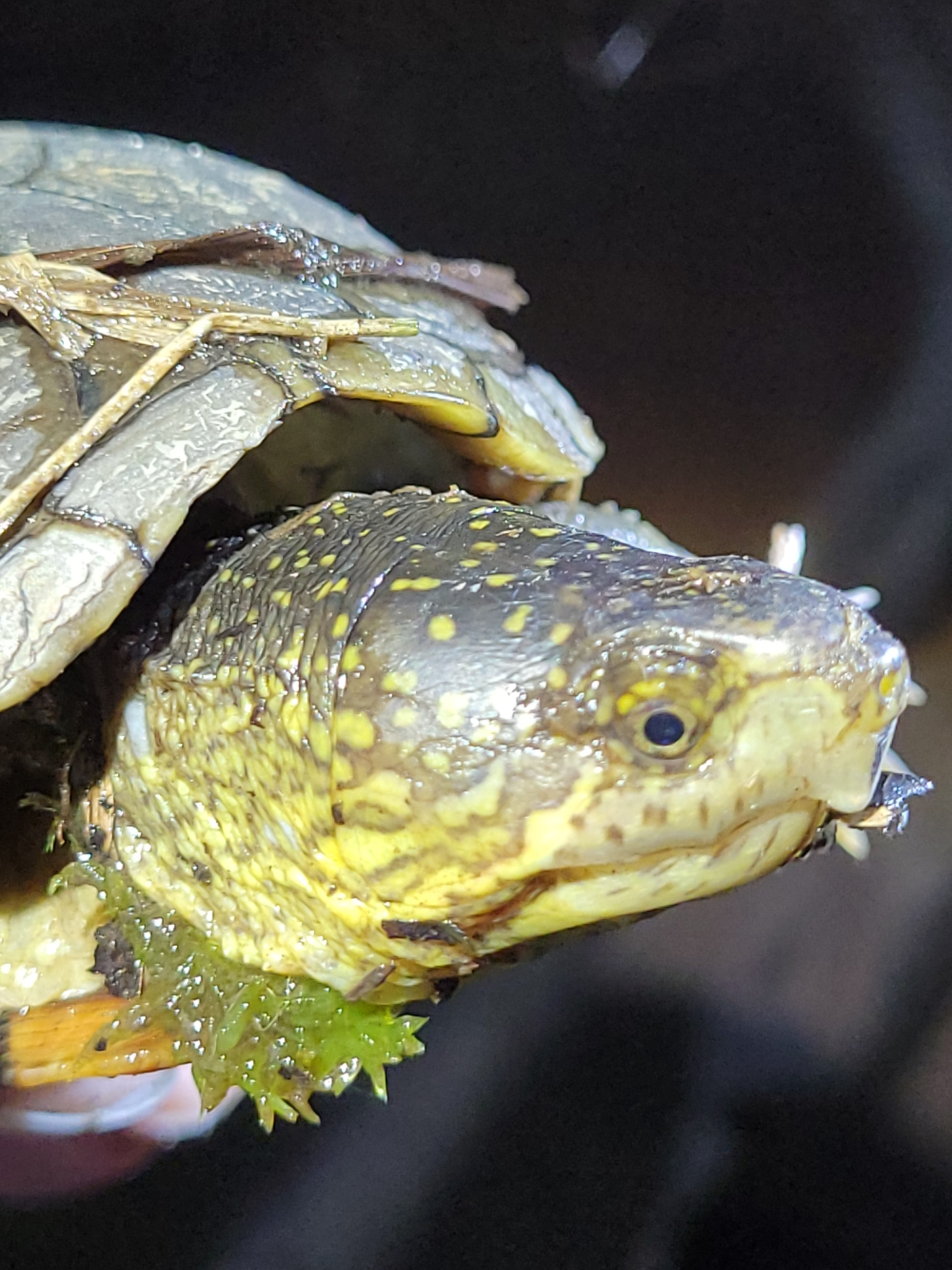
K. s. subrubrum, Nova Jersey
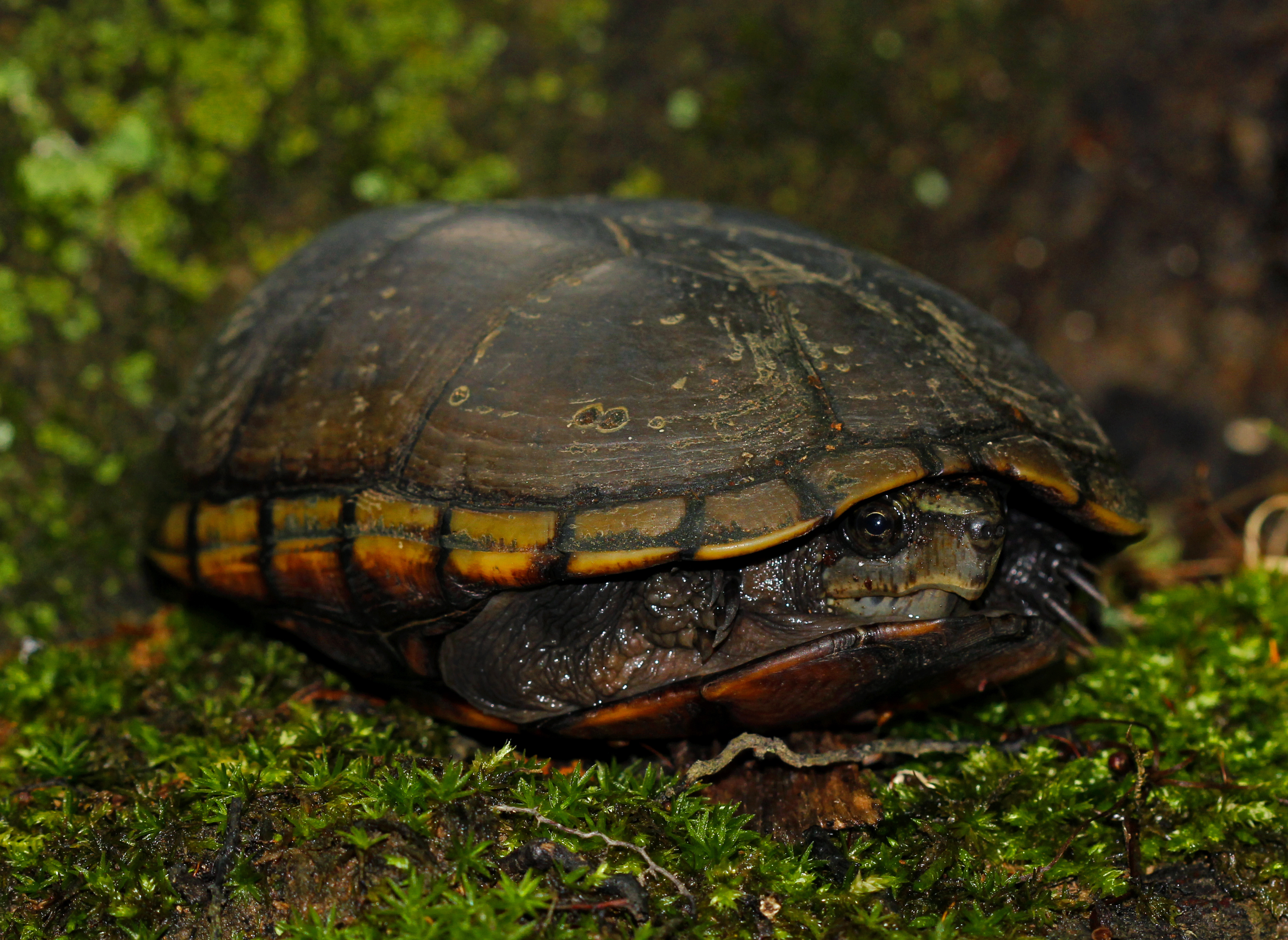
K. s. hippocrepis, Missouri
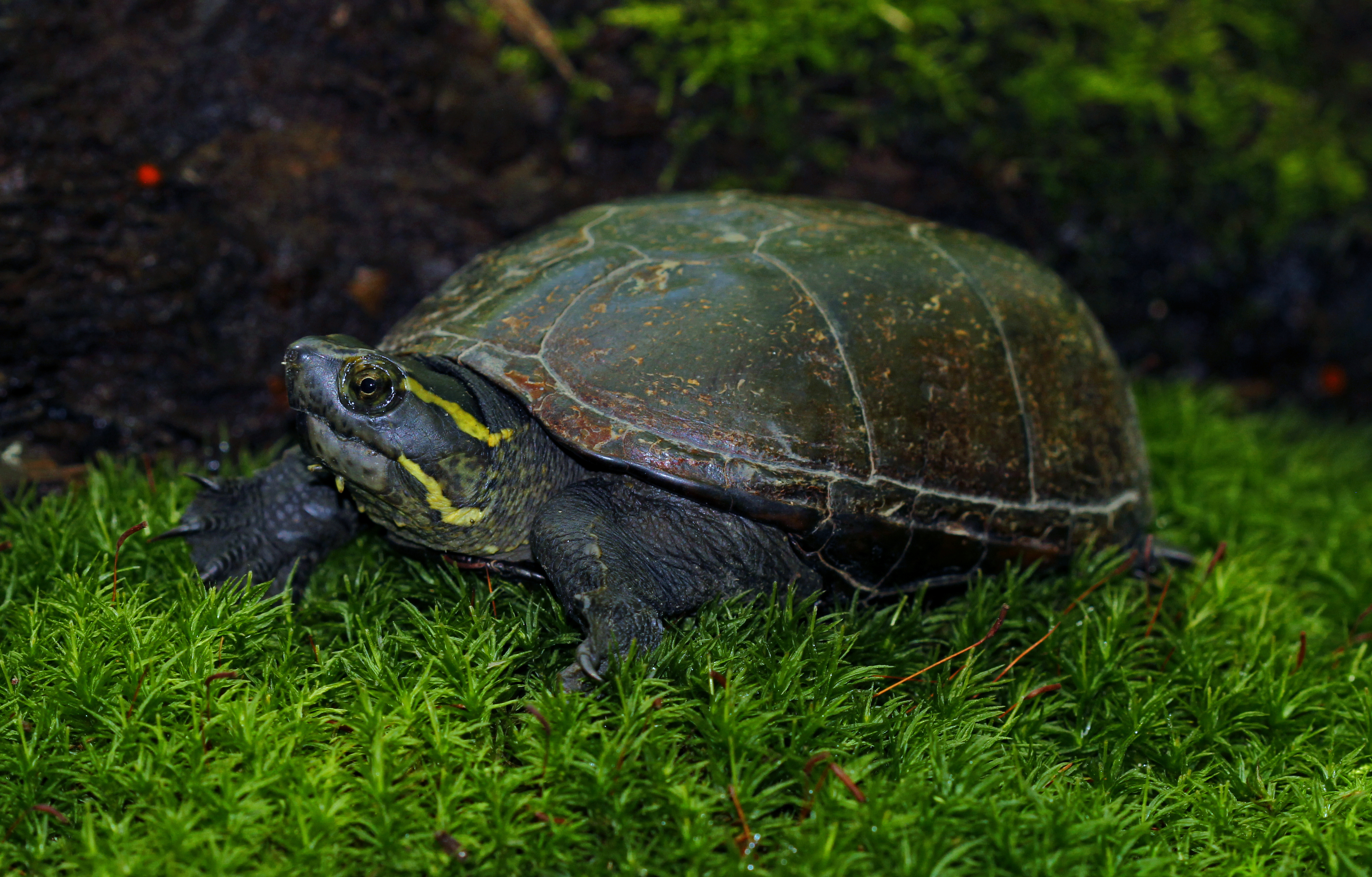
K. s. hippocrepis, Missouri
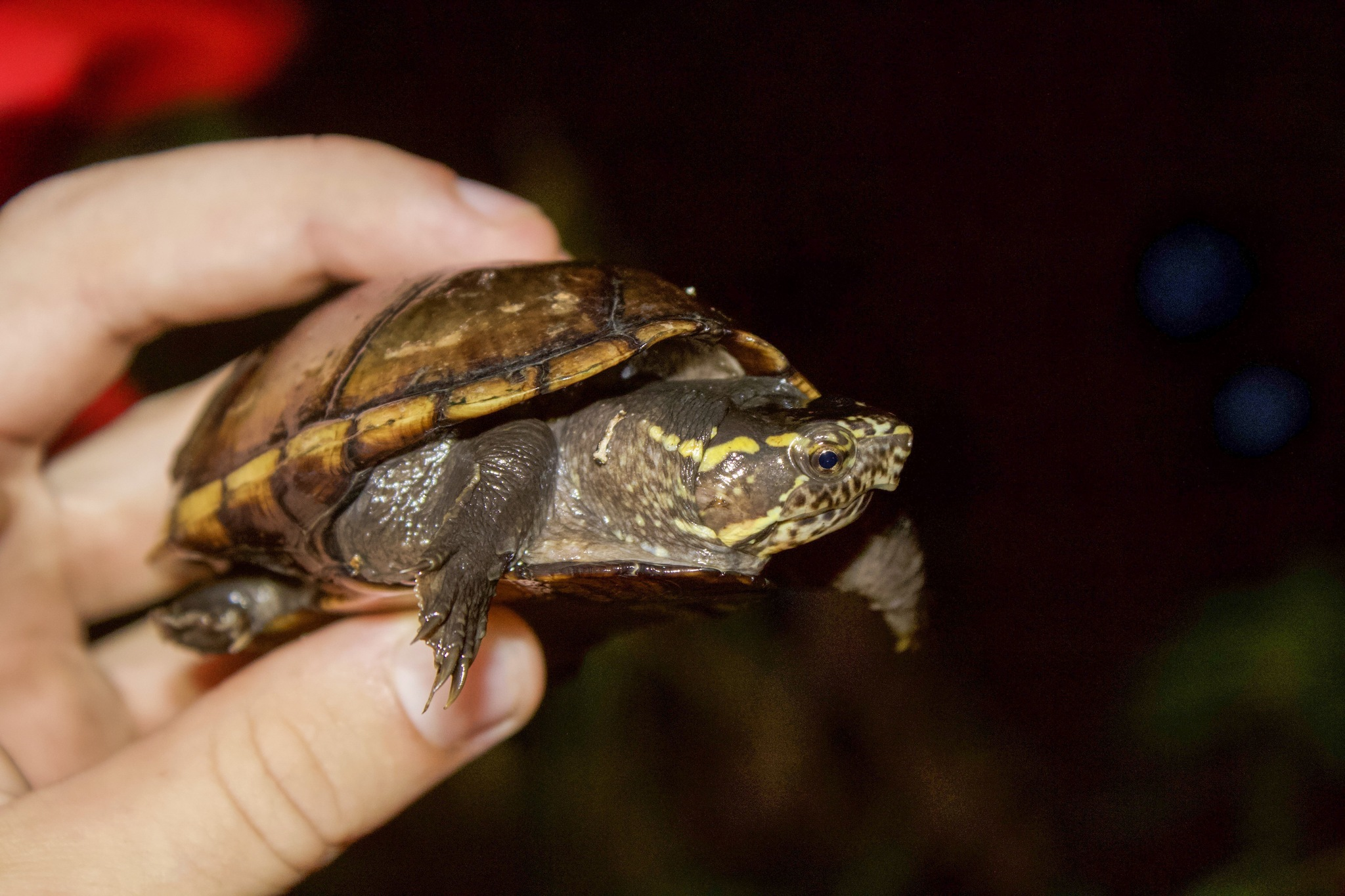
K. s. hippocrepis
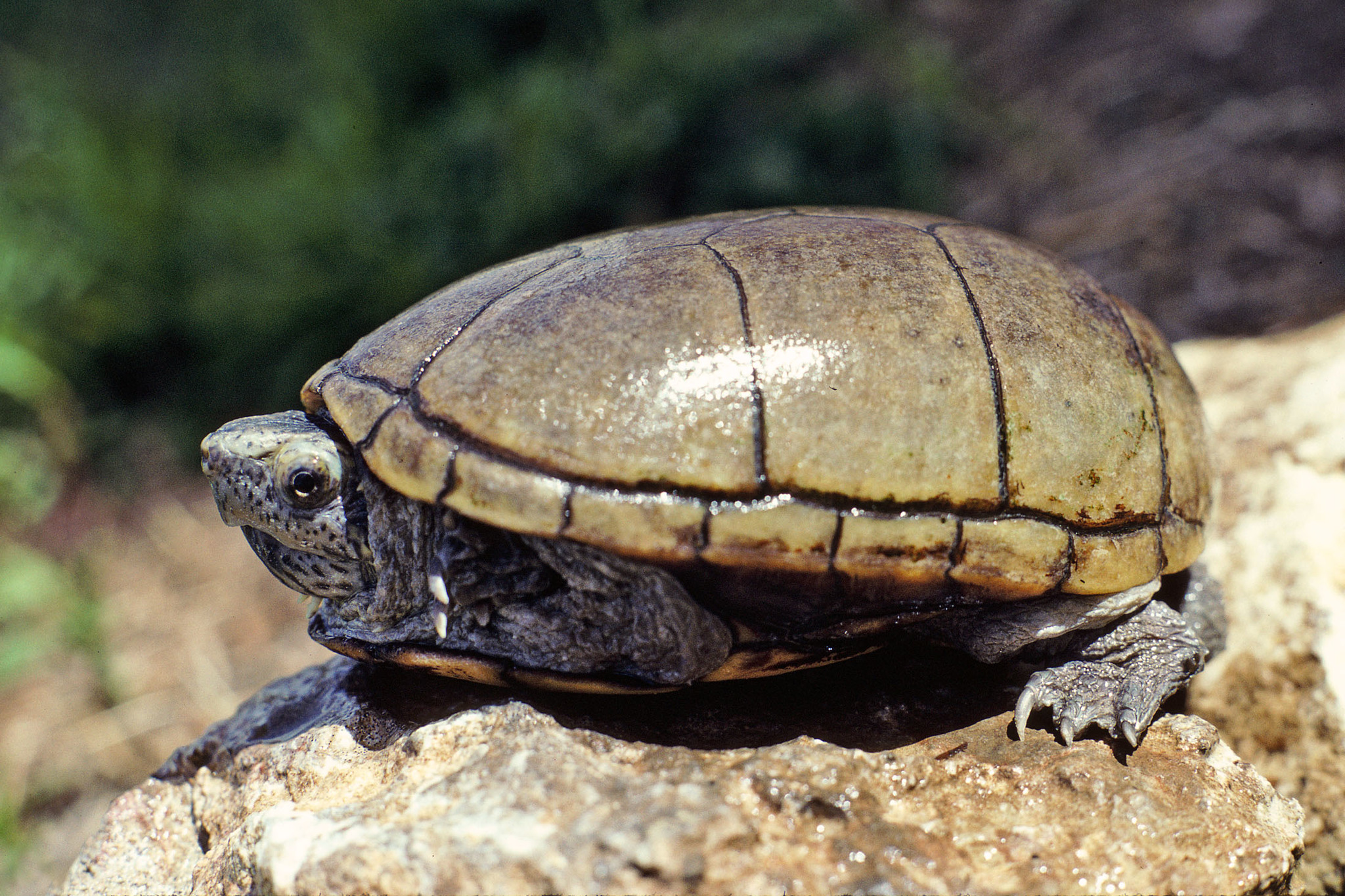
K. s. hippocrepis, Arkansas
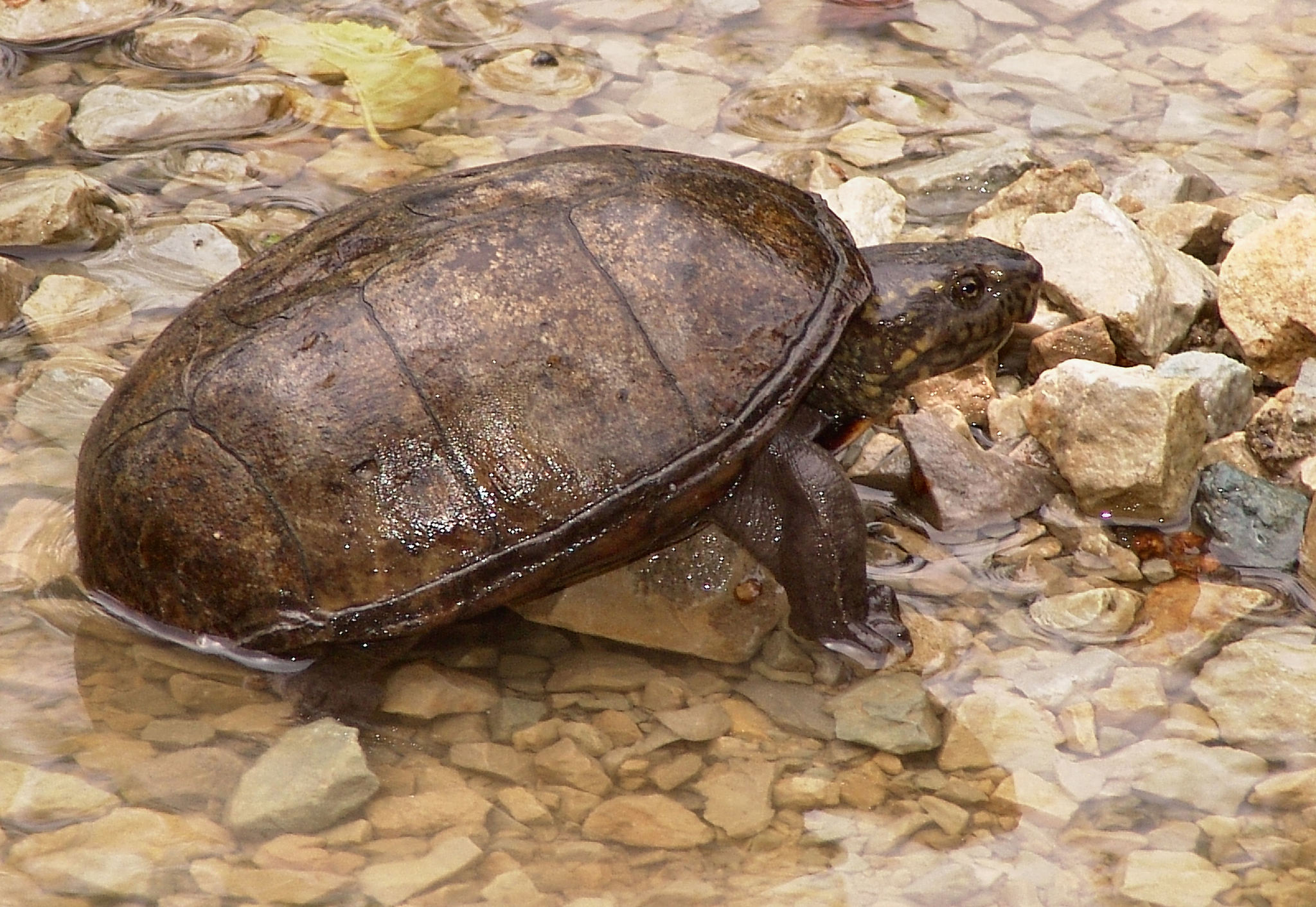
K. s. hippocrepis, Arkansas
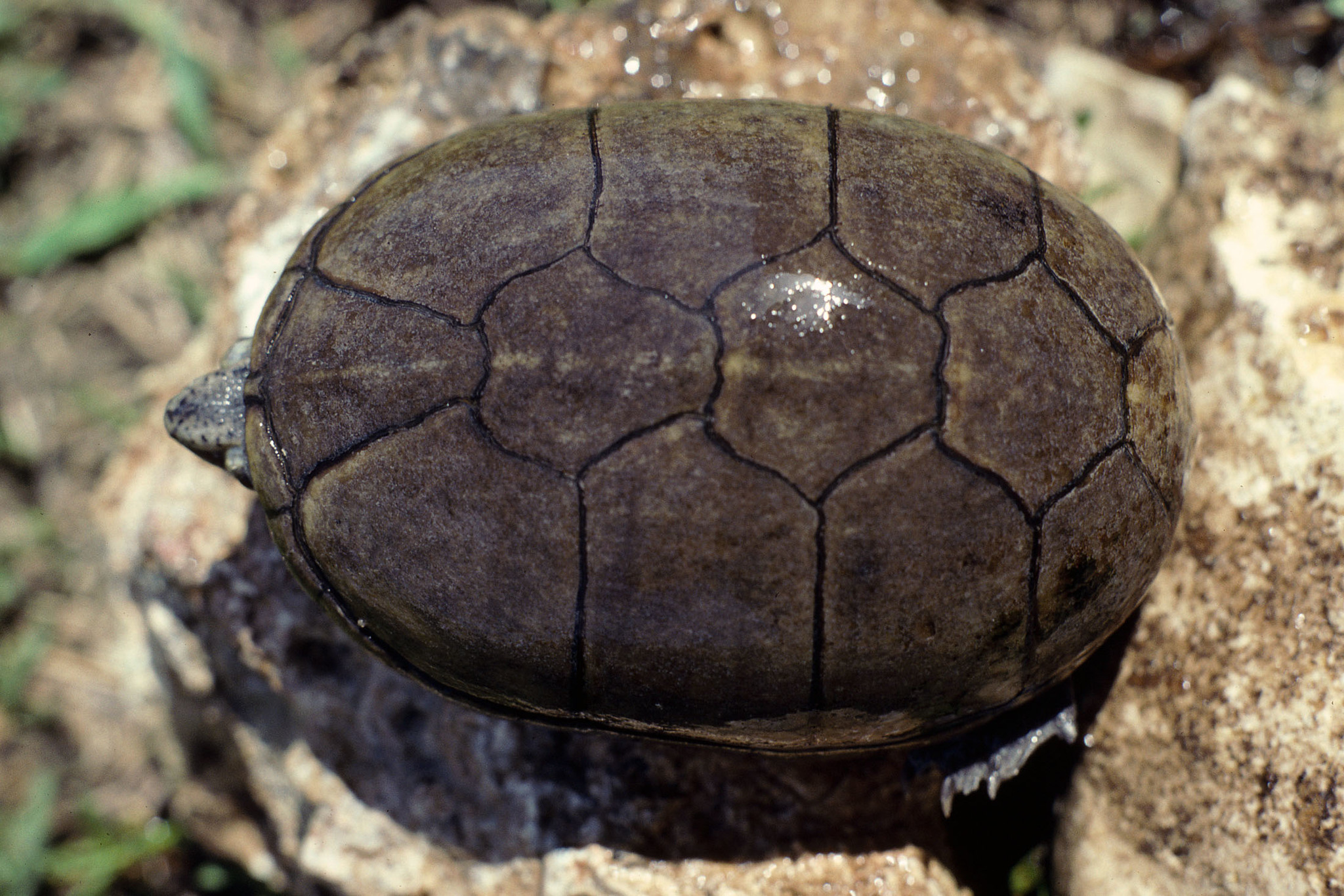
K. s. hippocrepis, Arkansas
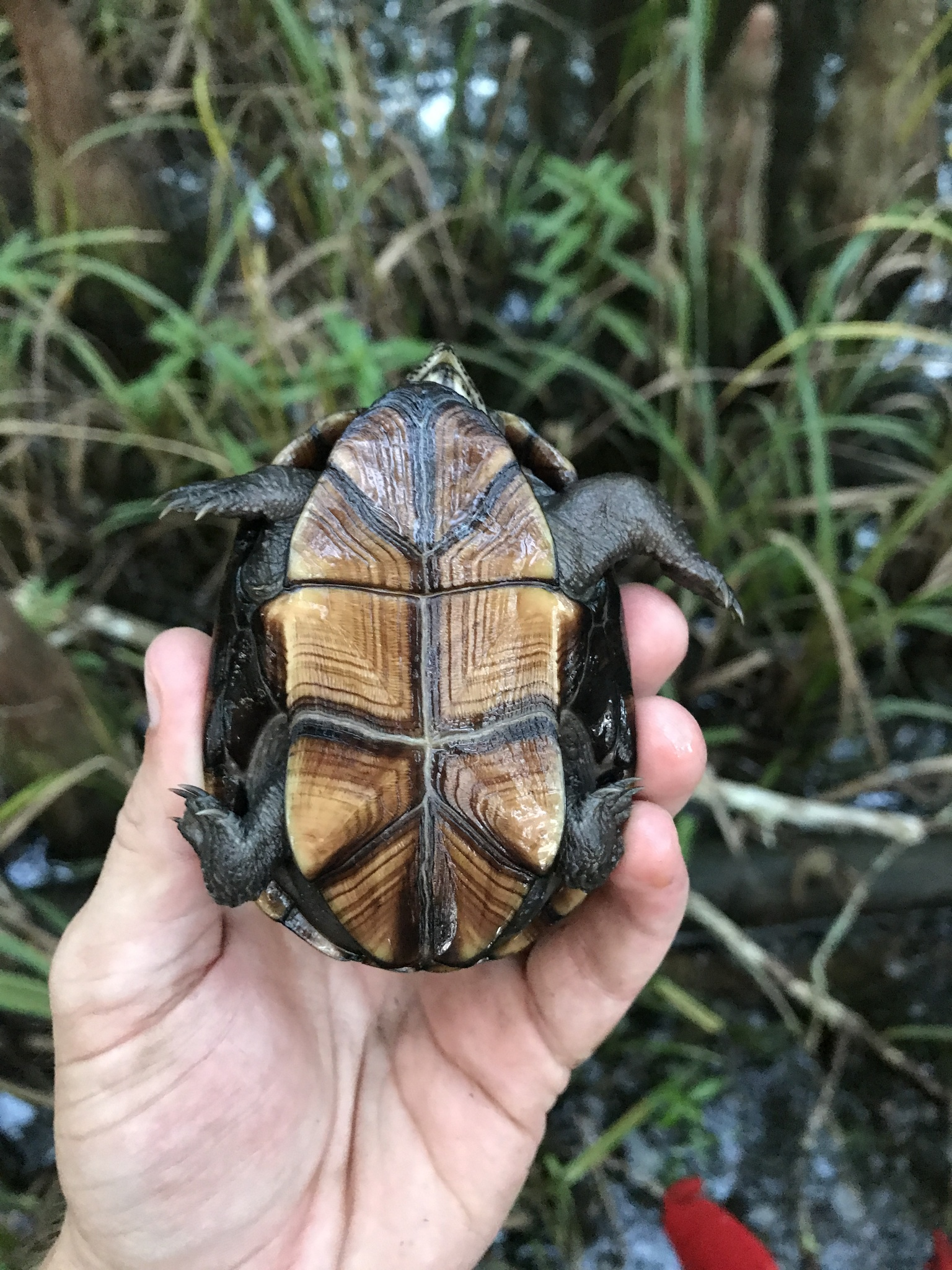
K. s. hippocrepis, Arkansas